# Disgrace (Band)
Disgrace war eine finnische Rock- und Death-Metal-Band aus Turku, die 1987 gegründet wurde und sich 2014 auflöste.

## Geschichte
Die Band wurde im Jahr 1987 gegründet. 1991 erschien eine erste EP namens Debts of God bei Seraphic Decay Records. Hiervon setzten sich etwa 2.000 Kopien ab. Als Nächstes erschien 1992 das Debütalbum Grey Misery, von dem ca. 10.000 Einheiten verkauft wurden. Im selben Jahr erschien zudem der Sampler Annihilation of the Antichrist bei Witchhunter Records, auf dem auch Disgrace zu hören ist. 1993 nahm die Gruppe das Doom-Metal-Album Vol II: Black Lizards Cry auf, das jedoch nie veröffentlicht wurde. Danach verließ der Gitarrist und Sänger Toni Stranius die Besetzung, um Xysma beizutreten. 1994 schloss sich die EP Vacuum Horror, Horror Vacuum bei dem bandeigenen Label Crawfish Recordings an. Zuvor hatte die Gruppe drei kurze Europatourneen abgehalten. Kurze Zeit nach der Veröffentlichung begab sie sich mit dem Produzenten Pentti Dassum in ein Tonstudio in Pori, um das Album Superhuman Dome aufzunehmen, das im Januar 1996 bei dem deutschen Label Morbid Records erschien. Das Album enthält unter anderem überarbeitete Lieder von Vol II: Black Lizards Cry. Für die folgende Europatournee kam Anton Kupias als Gitarrist zur Besetzung, sodass sich Jukka Taskinen komplett auf den Gesang konzentrieren konnte.
Ein Jahr nach der Veröffentlichung mietete sich die Gruppe ein Anwesen, um ihr nächstes Album If You're Looking for Trouble aufzunehmen und zu produzieren. Den Namen hatten Taskinen und Kupias dem Elvis-Presley-Lied Trouble entliehen. Der Tonträger erschien 1998 bei Metamorphos Records. Kurz nach der Veröffentlichung erlitt Taskinen ein Burnout-Syndrom, von dem er sich jedoch bald wieder erholte. Hierfür begab er sich in die Niederlande. Kurze Zeit später gingen die verbliebenen Mitglieder auf eine Tour durch Europa. Nach der zweiten Tour durch die Niederlande und Deutschland kehrte die Band zusammen mit Taskinen zurück nach Finnland. In Helsinki nahm sie dann ihr nächstes Album namens Turku auf, was zunächst nur der Arbeitstitel sein sollte. Allerdings entschied man sich schließlich doch dazu, das Album nach ihrer Heimatstadt zu benennen. Die Veröffentlichung fand 2001 bei Riemu Records statt. Nach der Veröffentlichung ging es zusammen mit Sweatmaster auf Tour durch Europa. Zuvor hatte der Bassist Jussi Selonen die Besetzung verlassen und wurde durch einen Musiker ersetzt, der auf verschiedene Pseudonyme wie „Nuclear Powerplant“, „A-Histus“ und „Cash Cow“ hörte. Nachdem das Album in Skandinavien erschienen war, ging die Band auf Tour durch Deutschland. Nach der Veröffentlichung in anderen Teilen Europas hielt die Band zwei weitere Touren ab. Während dieser Jahre spielte die Band etwa 300 Konzerte in 15 verschiedenen Ländern zusammen mit The Mutants, Boomhauer, The Voladoras, Kometa, The Flaming Sideburns, Gluecifer, The Burnouts, The Drags, King Khan and the Shrines, The Festermen, Trouble Bound Gospel, Cosmo Jones Beat Machine, Branded Women, Sweatmaster, Impaled Nazarene, Puffball, Satirnine, Los Banditos, Screamin’ Stukas, Rodeo Queen, Psychopunch, Crypt Kicker 5, The Egyptian Gay Lovers, The Coffinshakers und Xysma.
Danach begab sich die Gruppe mit dem Produzenten Pentti Dassum ins Studio, um das Album Born Tired aufzunehmen, das 2004 erschien. Nach der Veröffentlichung kam Franco Messerschmitt hinzu, der den vorherigen Bassisten U.K.K. nach nur einem halben Jahr ersetzte. Zudem ging die Band nach dem Erscheinen mit Boomhauer und Kometa auf Tour und spielte außerdem mit Branded Women und Slideshaker in Finnland. Nach einer kurzen Europatournee im Jahr 2004 entschied sich der Gitarrist Riku Sanaksenaho in Berlin zu bleiben. Als Ersatz kam Oliver Lawny hinzu. Da sich dieser jedoch kurze Zeit später ernsthaft verletzte, wurde er wiederum durch Leroy Brown ersetzt. In den Jahren 2010 und 2011 erschienen mit Hammer & Nails und Vol. 2 zwei weitere Alben. Am 17. Januar 2014 absolvierte die Band ihren letzten Auftritt; dabei waren noch Boomhauer und Crackwhore.

## Stil
Laut rockdetector.com hat sich der Stil von einfachem Extreme Metal zu einer Mischung aus Death Metal und Rock ’n’ Roll der 1950er Jahre gewandelt. Außerdem habe sich die Band auch an einem Doom-Metal-Album versucht, das jedoch nie veröffentlicht worden sei.
Judith Richter vom Ox-Fanzine schrieb in ihrer Rezension zu Hammer and Nails, dass die Band eine Mischung aus Rock ’n’ Roll und Punk spielt. Das Album enthalte „rotzige[n] Vocals“, während das hierauf enthaltene Lied Drop of Wine „ein cooles Solo und Klavier im Refrain“ habe.
Robert Müller vom Metal Hammer beeindruckte bei dem Demo Inside the Labyrinth of Depression vor allem der Gesang. Auf dem Kassettenband gebe es „einen der herbsten Röchelsänger seit langem zu bewundern“, den er mit Martin van Drunen, welcher ähnlich außergewöhnlich, wenn auch komplett anders, klinge. Das Demo diene mit „simpel aber intensiv runtergerifftem Death Metal“. In einer späteren Extra-Ausgabe schrieb Müller, dass Disgrace wohl neben Xysma „die Band in Finnland [ist], an der man am deutlichsten die dort sehr gängige, aber in der gesamten Death Metal-Szene eher obskure, Auffassung über diese Musik erkennen kann“. Auf dem Album Grey Misery klinge sie wie eine Psychedelic-Version von Carcass zu Zeiten von Symphonies of Sickness. Jukka Taskinen gab im Interview mit Müller an, dass die Mitglieder zur Zeit der Bandgründung Fans von Carcass waren. Er als Gitarrist sei durch Jimi Hendrix, Black Sabbath und frühe Deep Purple beeinflusst worden. Müller befand, dass die Texte auf dem Album schon einen fast surrealen Charakter hätten. Mit den Texten sei Taskinen nicht mehr ganz zufrieden. Er versuche in ihnen persönliche Gedanken und Eindrücke zu verarbeiten. Er bemühe sich, sie dabei ungewöhnlich zu gestalten und sie möglichst offen zu lassen, um den Hörer zum Nachdenken anzuregen. In einer weiteren Ausgabe rezensierte er das Album und zog auch wieder einen Carcass-Vergleich. Vor allem „vom Sound her und von der extremen Ausrichtung“ würden sich beide Bands ähneln, wobei Disgrace noch andere Stilmittel, wie Jimi-Hendrix-artige Gitarrensoli, mit einbringe. Die Musik der Gruppe beschrieb er in einer anderen Ausgabe als avantgardistischen Death Metal im Stil von Xysma und Sentenced. Im selben Heft rezensierte er außerdem Vacuum Horror, Horror Vacuum. Er ordnete die Musik dem Death Metal zu und bezeichnete sie zudem als durch Carcass-Grindcore beeinflusste Rockmusik. In einer späteren Rezension zu Superhuman Dome beschrieb Müller die Musik als eine Mischung aus Death Metal und Rock ’n’ Roll der 1960er und 1970er Jahre. Die Gruppe klinge „ein wenig wie Amorphis ohne den Doom-tümelnden Legendenballast“. In der nächsten Ausgabe gaben Sanaksenaho und Taskinen im Interview mit Müller Monster Magnet, Hawkwind, Kyuss und Motörhead als Einflüsse an. Im Laufe der Zeit hat die Band, laut Müller, verstärkt Rockeinflüsse in ihren Death Metal eingebaut. Beide gaben an, dass es ihnen darum geht, die Musik aggressiver zu machen, indem die Band Themen wie „Knarren im Mund und Sex“ behandele. Ein paar Jahre später besprach Henning Richter das Album Turku. Die Gruppe sei anfangs durch die New Wave of British Heavy Metal beeinflusst worden, seit Mitte der 1990er Jahre habe man sich jedoch vom Metal abgewandt und sich dem Rock ’n’ Roll gewidmet. Auf dem Album würden „glasharte Beats“ auf „TNT-Gitarren-Riffs“ treffen. Die Lieder seien „laut, aufsässig, ungezähmt, roh, verfilzt und mitreißend“ und würden mit einer „Stacheldrahtstimme“ vorgetragen werden.

## Diskografie
- 1989: Demo 89 (Demo, Eigenveröffentlichung)
- 1990: Beyond the Immortalized Existence (Demo, Eigenveröffentlichung)
- 1990: Inside the Labyrinth of Depression (Demo, Eigenveröffentlichung)
- 1991: Debts of God (EP, Seraphic Decay Records)
- 1992: Grey Misery (Album, Modern Primitive Records)
- 1994: Vacuum Horror, Horror Vacuum (EP, Crawfish Recordings)
- 1996: Superhuman Dome (Album, Morbid Records)
- 1997: Gula (Single, Greatest Vinyl Collections)
- 1998: If You're Looking for Trouble (Album, Metamorphos Records)
- 1998: Snowy X-Mas (Split mit Trouble Bound Gospel, Greatest Vinyl Collections)
- 2000: Furvival (EP, Scapegoat Records)
- 2001: Turku (Album, Riemu Records)
- 2002: The Sound and the Fury (Split mit Tenderizer, Solardisk)
- 2003: Disgrace / The Egyptian Gay Lovers (Split mit The Egyptian Gay Lovers, Noise Point Records)
- 2004: Born Tired (Album, Gas Hopper Records)
- 2007: Degeneration II (Kompilation, Big Money Recordings)
- 2010: Hammer & Nails (Album, Big Money Recordings)
- 2010: Grotesque Messiah / Foxy Lady (Split mit Coffins, A Pile of Dirt Music)
- 2011: 1990 (Kompilation, Big Money Recordings)
- 2011: Vol. 2 (Album, Big Money Recordings)